# Acoyte
Acoyte è una stazione della linea A della metropolitana di Buenos Aires.
Si trova sotto all'avenida Rivadavia, in corrispondenza dell'incrocio con avenida Acoyte e avenida José María Moreno, nel quartiere Caballito.

## Storia
La stazione è stata inaugurata il 1º aprile 1914 con il nome di José María Moreno, quando la linea venne prolungata fino alla stazione di Primera Junta.
Nel 1973 la stazione assunse l'attuale denominazione di Acoyte, quando il precedente nome passò ad indicare la vicina stazione della linea E.

## Servizi
La stazione dispone di:
- Biglietteria a sportello
- Biglietteria automatica